# NGC 5807
NGC 5807 في الفهرس العام الجديد، هي مجرة، تقع في كوكبة التنين. اكتشفت في 14 سبتمبر 1866 بواسطة هاينريش لويس دريست.

## روابط خارجية
- NGC 5807 على موقع ويكي سكاي: DSS2, SDSS, GALEX, IRAS, Hydrogen α, X-Ray, Astrophoto, Sky Map, Articles and images